# Liste der Biografien/Kly
Liste der Biografien |
Portal Biografien |
Personensuche
# |
A |
B |
C |
D |
E |
F |
G |
H |
I |
J |
K |
L |
M |
N |
O |
P |
Q |
R |
S |
T |
U |
V |
W |
X |
Y |
Z |
?
 
Ka |
Kb |
Kc |
Kd |
Ke |
Kf |
Kg |
Kh |
Ki |
Kj |
Kl |
Km |
Kn |
Ko |
Kp |
Kr |
Ks |
Kt |
Ku |
Kv |
Kw |
Ky |
Kx |
Kz
 
Kla |
Kld |
Kle |
Kli |
Klj |
Klo |
Klu |
Kly
Die Liste der Biografien führt alle Personen auf, die in der deutschsprachigen Wikipedia einen Artikel haben. Dieses ist eine Teilliste mit 30 Einträgen von Personen, deren Namen mit den Buchstaben „Kly“ beginnt.

## Kly

### Klyb
- Klyberg, John (1931–2020), britischer anglikanischer Bischof und katholischer Geistlicher

### Klyc
- Klyce, Ren, US-amerikanischer Sound-Designer und Sound-Editor
- Klyce, Scudder (1879–1933), US-amerikanischer Philosoph, Wissenschaftler und Marineoffizier

### Klyh
- Klyher, Johann Anton de, deutscher Maler, Kupferstecher und Kunstkritiker

### Klyk
- Klyk, Harald (* 1945), deutscher Radio- und Fernsehmoderator
- Klyk, Patrick (* 1975), deutscher Fußballspieler
- Klykow, Nikolai Kusmitsch, russischer Biathlet
- Klykow, Nikolai Kusmitsch (1888–1968), sowjetischer General

### Klym
- Klymasz, Robert (1936–2024), kanadischer Ethnologe und Volksliedforscher
- Klymene, Tochter des Phegeus und Mutter des Stesichoros
- Klymenko, Ihor (* 1972), ukrainischer Politiker
- Klymenko, Julija (* 1976), ukrainische Ökonomin und Politikerin
- Klymenko, Oleksandr (* 1960), ukrainischer Journalist, Fotograf
- Klymenko, Oleksandr (1970–2000), ukrainischer Kugelstoßer
- Klymenko, Oleksandr (* 1975), ukrainischer Bahn- und Straßenradrennfahrer
- Klymentjew, Serhij (* 1975), ukrainischer Eishockeyspieler
- Klymez, Iryna (* 1994), ukrainische Hammerwerferin
- Klymowskyj, Semen (1705–1785), ukrainischer Kosak, Philosoph und Dichter des Charkiw-Regiments
- Klympusch, Dmytro (1897–1959), ukrainisch-sowjetischer Politiker und militärischer Führer
- Klympusch-Zynzadse, Iwanna (* 1972), ukrainische Politikerin
- Klymtschuk, Andrij (* 1994), ukrainischer Skispringer
- Klymtschuk, Oleksandr, ukrainischer Generalmajor des Sicherheitsdienstes

### Klyn
- Klyn, Vincent (* 1960), neuseeländischer ehemaliger Schauspieler und Surfer
- Klyne, Jett (* 2009), US-amerikanischer Schauspieler
- Klynge, Anders (* 2000), dänischer Fußballspieler
- Klynge, Casper (* 1973), dänischer Diplomat

### Klys
- Kłys, Jarosław (* 1977), polnischer Eishockeyspieler
- Kłys, Katarzyna (* 1986), polnische Judoka

### Klyt
- Klytschko, Wolodymyr (1947–2011), sowjetischer und ukrainischer Offizier und Diplomat
- Klytschkow, Sergei Antonowitsch (1889–1937), russisch-sowjetischer Schriftsteller